# Can't Remember to Forget You
«Can't Remember to Forget You» —titulada en su versión en español como «Nunca me acuerdo de olvidarte»— es una canción interpretada por la cantante y compositora colombiana Shakira, en colaboración con la cantante barbadense Rihanna. Forma parte de su álbum de estudio homónimo Shakira (2014), el décimo de su trayectoria y octavo oficial. 
Fue lanzada el 13 de enero de 2014 para su descarga digital a través de iTunes.
La música es una pista new wave uptempo que incorpora elementos del reggae. Líricamente la canción gira en torno a olvidar a alguien que es malo a pesar de que ama a la persona. Debutó en el número 11 de la lista de sencillos del Reino Unido y en los Estados Unidos alcanzó el número 15 en el Billboard Hot 100 e ingresó en el top 10 de las listas de Francia y España. Luego de nueve días de haber subido el video en VEVO, superó los cien millones de visitas, convirtiéndose así en el octavo video de Shakira en ser certificado por VEVO y el primer video en hacerlo en 2014.
Se estima que ha vendido cerca de 2,500,000 en ventas puras a nivel mundial, según un recuento de ventas semanales del United World Chart (Media Traffic).

## Antecedentes y lanzamiento

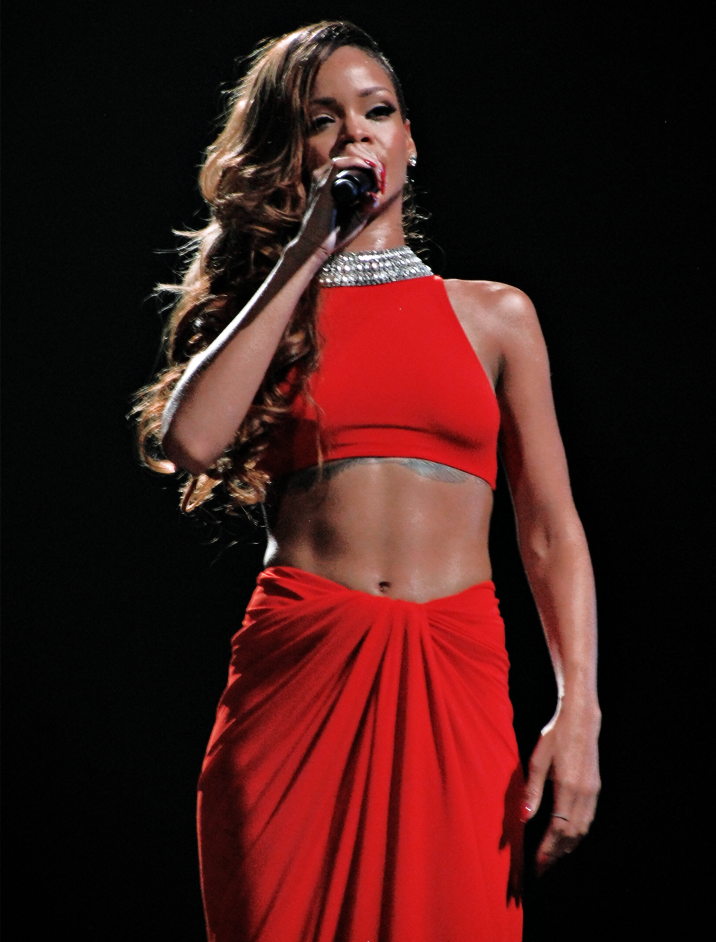
La canción cuenta con la colaboración de la cantante barbadense Rihanna.

En octubre de 2010, Shakira lanzó su séptimo álbum de estudio Sale el Sol. El disco marcó el retorno a sus raíces musicales después de su experimentación con la música electrónica y era sobre todo un álbum de pop latino con influencias de la música rock y el merengue. Se obtuvieron elogios de la crítica y fue un éxito comercial a nivel internacional. Un año más tarde, en noviembre de 2011, Shakira reveló en una entrevista con la revista Billboard que había comenzado a escribir nuevo material y estaba trabajando con varios productores para una nueva grabación.
Inicialmente en 2012, se esperaba que el primer sencillo del álbum de la cantante sería una canción titulada «Truth or Dare (On the Dancefloor)». En junio, el diario colombiano El Heraldo informó que Shakira había estado filmando el video musical de la canción en Lisboa, Portugal y especuló que sería lanzado a finales de 2012. «Truth or Dare», sin embargo, no fue publicado como se esperaba.
El 6 de diciembre de 2013, la página @ShakiraSpace en Twitter anunció el dueto entre Shakira y Rihanna como primer sencillo del nuevo álbum de la colombiana. Luego, el 8 de diciembre de 2013, una doble de Shakira, escribió en la red social Twitter que había estado trabajando con ella en el set de un video musical y mencionó que la cantante barbadense Rihanna también estaba involucrada. El tuit fue posteriormente eliminado. La especulación con respecto a la colaboración de las dos cantantes aumentó después de que el rapero cubano Pitbull, en una entrevista radial con Kidd Kraddick in the Morning, comentó que Rihanna no pudo aparecer como la artista invitada en su canción «Timber» como lo había querido; él reveló que inicialmente tenía planeado colaborar con Rihanna. Sin embargo, ella rechazó la oferta ya que tenía planes para colaborar en un tema con Shakira. Seguido eso, Pitbull decidió incluir a la cantante Kesha como la artista invitada en la canción. Más tarde, Sony Music Entertainment anunció que el primer sencillo sería lanzado a principios de 2014.
El 6 de enero de 2014, se reveló que el título de la canción sería «Can't Remember To Forget You» y Rihanna confirmó que ella estaría colaborando con su voz en la pista. Ella también mencionó que iba a ser lanzada el 13 de enero de 2014, a pesar de que inicialmente iba a ser lanzada un día después. Al día siguiente, Shakira también confirmó la fecha de lanzamiento del dúo y publicó la portada promocional de la canción.
Dos días antes del lanzamiento de la canción, un pequeño fragmento de la canción se filtró en internet en la que Shakira se oía cantar el título de la canción. El 13 de enero de 2014, «Can't Remember Forget You» se estrenó en el programa de radio sindicado estadounidense On Air with Ryan Seacrest y el audio de la canción también fue subido a la cuenta de VEVO de Shakira.

## Portada
La portada oficial del sencillo fue lanzada el 9 de enero de 2014, y muestra a la cantante Shakira que lleva un vestido negro con recortes y un collar negro de oro. Rihanna, por su parte, se ve acostada en su regazo y vestida con un traje sin tirantes con un conjunto de joyas. Donna McConnell del Daily Mail describió la portada como «ardiente», mientras Jordana Ossad de E! Online llama al dúo «radiante y sensual», y felicitó su pose.

## Composición
«Can't Remember to Forget You» tiene una duración de tres minutos y veinte ocho segundos. The Guardian calificó la canción como una pista «new wave pop», que contiene una «guitarra con tintes» en el ritmo. La revista Rap-Up dijo que la canción es una canción «optimista» que contiene un «reggae con tintes» en el ritmo. La canción comienza con un «verso de baja altura de reggae con tintes», que The Guardian comparó la canción con la banda The Police, la canción se mueve en un coro «guitarrero» que contiene «guitarras y trompetas ska».

## Recepción crítica
La canción recibió críticas divergentes por parte de los críticos. MTV elogió la canción y lo elogió su "florecimiento latino e islándico", sin dejar de comparar la canción «Locked Out of Heaven» por Bruno Mars y Shakira y su previa colaboración con Beyoncé en «Beautiful Liar». La revista The Guardian elogiaron la canción para mantener lejos de los géneros de música electrónica, que alababan a Shakira de volver de nuevo a «la guitarra con tintes new wave pop».  El periódico Indie-ish elogió la elección de escritores y comparan la canción con la banda de rock/reggae británica The Police, así como la cantante estadounidense Kelly Clarkson. Rl periódico continuó dando alabanza a la canción por sus melodías pegadizas. PopCrush otorgó a la canción dos estrellas y media de cinco, elogiando la elección de Rihanna en la colaboración de la canción. El sitio web continuó señalando «acrobacias vocales únicas, redondeadas y exóticos» de Shakira y «acento» de Rihanna como positivos. En general, Amy Sciarretto de PopCrush elogió la pista por ser «mundano y memorable».
En una crítica menos positiva «Vulture» llamó a la canción «irónicamente olvidable» debido a la similitud vocal de Shakira y Rihanna y el «tiempo bajo ritmo de reggae-rock». La revista VIBE en cambio elogió el dúo calificándolo de «potente colaboración», escribiendo: «la química de la loba y Bajan de bomba se filtra a través de la línea de bajo y sus vocales acentuadas, asegúrese de hacer ambas stanbases feliz». Billboard señaló la canción como «divertida y grandiosa», alabando la "«ska-punk riff de guitarra»y su «acuerdo fornido rock». Complex comparó la canción para el trabajo de la escritura Bruno Mars, «Como lo demuestra el título, es una canción sobre el persistente dolor de corazón... Pero en lugar de lo que es un asunto melancólico, el dúo es pop-rock lleno a la Bruno Mars». Popjustice, dio a la canción una revisión positiva diciendo: «Usted no puede ir mal con un poco de Shakira. Usted no puede ir mal con un poco de Rihanna. Hay dos hechos para usted damas y caballeros». MuuMuse sentían que la canción no era «revolucionario», pero elogiaron la canción señalando como suena «más fresco que la mayoría de lo que se vendía en la radio en este momento».
Britney Spears felicitó vía Instagram a las cantantes por la canción, y de ahí especularon rumores de una posible colaboración con la cantante colombiana y la cantante estadounidense para el mismo álbum, cabe resaltar que Spears ya había colaborado antes con Rihanna en un remix de la canción «S&M» de la cantante barbadense, dicho tema encabezó los listados de Estados Unidos y Canadá.

## Vídeo musical
El vídeo musical de «Can't Remember to Forget You» fue filmado por el director estadounidense Joseph Kahn en una mansión de Los Ángeles. El 8 de diciembre de 2013, Shakira tuiteó que había terminado de grabar el vídeo con Kahn.
El video fue estrenado el 30 de enero de 2014 en un especial que llevó por título "Shakira Off The Chart", al parecer dentro del programa E! News que fue transmitido ese mismo día solo para Estados Unidos y Canadá en el canal E! Entertainment Television, y en el mismo día en el canal oficial de Shakira en Vevo a nivel mundial. Mientras que para Latinoamérica el especial fue lanzado el 2 de febrero por la versión latinoamericana del mismo canal. El video muestra a Shakira y a Rihanna haciendo twerking en distintos lugares de una mansión y también muestra breves desnudos y 
Topless de Shakira y dos escenas de insinuaciones lésbicas entre las dos cantantes.
El video logró tener el segundo lugar en los videos más vistos en menos de 24 horas, oficialmente las estadísticas de YouTube arrojan 21 millones de reproducciones; logró el Vevo Certified en 9 días convirtiéndolo en el primer video Vevo que consigue dicha cifra en tan poco tiempo. Actualmente cuenta con más de 1000 millones de reproducciones y así se convirtió en el Octavo Vevo Certified de Shakira; así como su quinta canción en superar dicha cifra, la cuarta de su canal, y la segunda de su álbum homónimo. VEVO: HOT THIS WEEK marcó el vídeo como primer lugar, denominándolo como "el más esperado".

## Lista de canciones y formatos
| Descarga digital |                                              |          |  |
| N.º              | Título                                       | Duración |  |
| 1.               | «Can't Remember to Forget You» (con Rihanna) | 3:26     |  |

| Descarga digital (versión en español) |                                               |          |  |
| N.º                                   | Título                                        | Duración |  |
| 1.                                    | «Nunca me acuerdo de olvidarte» (con Rihanna) | 3:26     |  |

| Sencillo en CD |                                               |          |  |
| N.º            | Título                                        | Duración |  |
| 1.             | «Can't Remember to Forget You» (con Rihanna)  | 3:26     |  |
| 2.             | «Nunca me acuerdo de olvidarte» (con Rihanna) | 3:26     |  |

| Descarga digital (Remix) |                                                       |          |  |
| N.º                      | Título                                                | Duración |  |
| 1.                       | «Can't Remember to Forget You» (Fedde le Grand Remix) | 5:13     |  |

## Posicionamiento en listas

### Listas semanales
| Lista (2014)                          | Mejor posición |
| ------------------------------------- | -------------- |
| Alemania (Media Control AG)           | 8              |
| Australia (ARIA Singles Chart)        | 18             |
| Austria (Ö3 Austria Top 40)           | 4              |
| Bélgica (Ultratop 50 flamenca)        | 9              |
| Bélgica (Ultratop 50 valona)          | 6              |
| Brasil (Hot 100 Airplay)              | 35             |
| Canadá (Canadian Hot 100)             | 19             |
| Chile (Chile Singles Chart)           | 1              |
| Colombia (National-Report Top Anglo)  | 1              |
| Colombia (National-Report)            | 4              |
| Corea del Sur (Gaon Chart)            | 3              |
| Dinamarca (Tracklisten)               | 11             |
| Escocia (The Official Charts Company) | 6              |
| Eslovaquia (Radio Top 100 Chart)      | 7              |
| España (Canciones Top 50)             | 2              |
| España (Los 40 Principales)           | 1              |
| Estados Unidos (Billboard Hot 100)    | 15             |
| Estados Unidos (Pop Songs)            | 23             |
| Estados Unidos (Adult Pop Songs)      | 36             |
| Estados Unidos (Hot Dance Club Songs) | 1              |
| Estados Unidos (Hot Latin Songs)      | 6              |
| Estados Unidos (Latin Pop Songs)      | 5              |
| Finlandia (OFC)                       | 6              |
| Francia (SNEP Charts)                 | 5              |
| Grecia (Billboard)                    | 1              |
| Hungría (Single Top 10)               | 6              |
| Hungría (Rádiós Top 40)               | 5              |
| Irlanda (Irish Singles Chart)         | 7              |
| Israel (Media Forest)                 | 6              |
| Italia (Top Digital Download)         | 13             |
| Japón (Japan Hot 100)                 | 22             |
| Líbano (The Official Lebanese Top 20) | 1              |
| México (Monitor Latino)               | 5              |
| México (Billboard Mexican Airplay)    | 1              |
| Noruega (VG-lista)                    | 5              |
| Nueva Zelanda (RIANZ)                 | 32             |
| Países Bajos (Dutch Top 40)           | 15             |
| Polonia (Polish Airplay Top 100)      | 2              |
| Reino Unido (UK Singles Chart)        | 11             |
| República Checa (Radio Top 100 Chart) | 20             |
| Suecia (Sverigetopplistan)            | 8              |
| Suiza (Schweizer Hitparade)           | 7              |
| Venezuela (Record Report)             | 2              |

## Sucesiones
| Anterior: «Take Me Away» de Rokelle con Dave Audé | Hot Dance Club Songs — Sencillo número uno 5 de abril de 2014 — 12 de abril de 2014 | Siguiente: «Into the Blue» de Kylie Minogue |

## Certificaciones
| País        | Organismo certificador | Certificación   | Ventas  | Ref.   |
| ----------- | ---------------------- | --------------- | ------- | ------ |
| Alemania    | BVMI                   | Oro             | 200 000 | [ 75 ] |
| Australia   | ARIA                   | Oro             | 35 000  | [ 76 ] |
| Brasil      | ABPD                   | Diamante        | 320 000 | [ 76 ] |
| Dinamarca   | IFPI (Dinamarca)       | Oro (Streaming) | 15 000  | [ 77 ] |
| Italia      | FIMI                   | Platino         | 50 000  | [ 78 ] |
| México      | AMPROFON               | Platino         | 60 000  | [ 79 ] |
| Noruega     | IFPI Noruega           | 5× Platino      | 50 000  | [ 80 ] |
| Suecia      | IFPI Suecia            | Platino         | 40 000  | [ 81 ] |
| Suiza       | IFPI Suiza             | Oro             | 15 000  | [ 82 ] |
| Reino Unido | BPI                    | Oro             | 400 000 | [ 83 ] |

## Premios y nominaciones
El sencillo «Can't Remember to Forget You» recibió varias nominaciones en distintas ceremonias de premiación. A continuación, una lista de las candidaturas que obtuvo:
| Año  | Premiación     | Categoría                      | Resultado | Ref.   |
| ---- | -------------- | ------------------------------ | --------- | ------ |
| 2014 | Vevo Certified | 100 millones de reproducciones | Ganador   | [ 84 ] |

|}

## Historial de lanzamientos
| País           | Fecha                 | Formato                               | Discográfica                            |
| -------------- | --------------------- | ------------------------------------- | --------------------------------------- |
|                | 13 de enero de 2014   | Descarga digital                      | Live Nation Entertainment y RCA Records |
| Estados Unidos | 14 de enero de 2014   | Top 40/Mainstream Radio               | RCA Records                             |
| Alemania       | 14 de febrero de 2014 | Sencillo en CD                        | Sony Music Latin                        |
| España         | 21 de enero de 2014   | Descarga digital (Versión en español) | Ace Entertainment                       |